# Mali Kupci
Mali Kupci (en serbe cyrillique : Мали Купци) est un village de Serbie situé sur le territoire de la Ville de Kruševac, district de Rasina. Au recensement de 2011, il comptait 375 habitants.

## Démographie
| 1948 | 1953 | 1961 | 1971 | 1981 | 1991 | 2002 | 2011 |
| ---- | ---- | ---- | ---- | ---- | ---- | ---- | ---- |
| 555  | 583  | 596  | 562  | 540  | 485  | 407  | 375  |

|  |